# Chicago-Marathon 2008
| 31. Chicago-Marathon    | 31. Chicago-Marathon               |
| ----------------------- | ---------------------------------- |
| Stadt                   | Chicago, Vereinigte Staaten        |
| Datum                   | 12. Oktober 2008                   |
| Distanz                 | 42,195 Kilometer                   |
| Sieger                  |                                    |
| Männer                  | Evans Kiprop Cheruiyot (2:06:25 h) |
| Frauen                  | Lidija Grigorjewa (2:27:17 h)      |
| ← Chicago-Marathon 2007 | Chicago-Marathon 2009 →            |
| Website                 | Offizielle Website                 |

Der Chicago-Marathon 2008 war die 31. Ausgabe der jährlich stattfindenden Laufveranstaltung in Chicago, Vereinigte Staaten. Der Marathon fand am 12. Oktober 2008 statt und war der fünfte World Marathon Majors des Jahres.
Bei den Männern gewann Evans Kiprop Cheruiyot in 2:06:25 h und bei den Frauen Lidija Grigorjewa in 2:27:17 h.

## Ergebnisse

### Männer
| Platz | Athlet                     | Land               | Zeit (h) |
| ----- | -------------------------- | ------------------ | -------- |
| 01    | Evans Kiprop Cheruiyot     | Kenia              | 2:06:25  |
| 02    | David Mandago Kipkorir     | Kenia              | 2:07:37  |
| 03    | Timothy Cherigat           | Kenia              | 2:11:39  |
| 04    | Wesley Korir               | Kenia              | 2:13:53  |
| 05    | Martin Lauret              | Niederlande        | 2:15:10  |
| 06    | Emmanuel Kipchirchir Mutai | Kenia              | 2:15:36  |
| 07    | Mike Reneau                | Vereinigte Staaten | 2:16:20  |
| 08    | William Kipsang            | Kenia              | 2:16:41  |
| 09    | Daniel Njenga              | Kenia              | 2:17:33  |
| 10    | Richard Limo               | Kenia              | 2:18:48  |

### Frauen
| Platz | Athletin             | Land               | Zeit (h) |
| ----- | -------------------- | ------------------ | -------- |
| 01    | Lidija Grigorjewa    | Russland           | 2:27:17  |
| 02    | Alewtina Biktimirowa | Russland           | 2:29:32  |
| 03    | Kiyoko Shimahara     | Japan              | 2:30:19  |
| 04    | Constantina Diță     | Rumänien           | 2:30:57  |
| 05    | Desiree Davila       | Vereinigte Staaten | 2:31:33  |
| 06    | Colleen De Reuck     | Vereinigte Staaten | 2:32:25  |
| 07    | Bezunesh Bekele      | Äthiopien          | 2:32:41  |
| 08    | Paige Higgins        | Vereinigte Staaten | 2:33:06  |
| 09    | Kate O’Neill         | Vereinigte Staaten | 2:34:04  |
| 10    | Berhane Adere        | Äthiopien          | 2:34:16  |